# 沈建宏
沈 建宏（クリス・シェン、1992年11月9日-）は、台湾のアイドル歌手、俳優。血液型A型。

## 来歴
ドリアン事務所所属。メンバーの兵役で解散した3人組アイドルユニット「元気G-Boys」の元メンバー。2003年のドラマ『原味的夏天』で注目され、2007年にはベルリン国際映画祭でテディベア賞を受賞した『Tattoo -刺青』にも出演。「リトル王力宏（ワン・リーホン）」とも称される。
2009年、アンディ・チェン（陳奕）と二人組ユニットAKを結成するが、2013年に解散。
2010年2月14日、新潟県民会館で行われた新潟アジア国際音楽祭「アジア・ポップス・フェスティバルin新潟」にオープニングアクトとして出演。
事務所の先輩であるピーター・ホーと親交が深く、実の弟のように可愛がられている。
2016年8月、「クリスK」の名で韓国での芸能活動をスタートすると発表された。
2021年3月9日、3月11日から1年間、軍に入隊するのを前に友人や同級生が集まり剃頭を行った。
2022年2月25日、1年の替代役を終え退役した。

## 出演作

### ドラマ
- 原味的夏天（邦題：原味の夏天〜僕たちの終わらない夏〜） - 夏恩 役
- PING PONG
- 中華小當家（邦題：中華一番!）
- 泡沫之夏（邦題：泡沫の夏） - 尹澄 役
- 澀世紀傳說 - 戰野 役
- 蘭陵王妃 - 宇文毓 役
- 我喜歡你,你知道嗎? 愛戒篇（邦題：アイ・ライク・ユー シーズン2） - 忻宥甯 役
- 這些年那些事 - 陳文輝 役
- 噗通噗通我愛你（邦題：恋はドキドキ!） - 李小飛 役